# ويلمار باريوس
ويلمار إنريكي باريوس تيران (بالإسبانية: Wílmar Enrique Barrios Terán)‏ (و. 1993  م) هو لاعب كرة قدم، من كولومبيا، ولد في كارتاهينا، شارك في كرة القدم في الألعاب الأولمبية الصيفية 2016، وكأس العالم لكرة القدم 2018، يلعب كلاعب وسط.

## وصلات خارجية
- ويلمار باريوس على موقع الاتحاد الدولي (مؤرشف)  (الإنجليزية)
- ويلمار باريوس على موقع الاتحاد الأوربي (الإنجليزية)
- ويلمار باريوس على موقع قاعدة بيانات كرة القدم.إي يو (الإنجليزية)
- ويلمار باريوس على موقع ناشيونال فوتبول تيمز (الإنجليزية)
- ويلمار باريوس على موقع Soccerway.com (الإنجليزية)
- ويلمار باريوس على موقع عالم كرة القدم.نت (الإنجليزية)
- ويلمار باريوس على موقع كووورة
- ويلمار باريوس على موقع أوليمبيديا (الإنجليزية)
- ويلمار باريوس على موقع AS.com (الإسبانية)

 (بالإنجليزية)
- اللاعب ويلمار باريوس على موقع كووورة.